# Ула Тойвонен
У́ла То́йвонен (швед. Ola Toivonen, нар. 3 липня 1986, Дегерфорс) — шведський футболіст, півзахисник, нападник шведського клубу «Мальме».

## Клубна кар'єра
У дорослому футболі дебютував 2003 року виступами за команду клубу «Дегерфорс» з рідного міста, в якій провів два сезони, взявши участь у 41 матчі чемпіонату. Більшість часу, проведеного у складі «Дегерфорса», був основним гравцем команди.
Своєю грою за цю команду привернув увагу представників тренерського штабу клубу «Ергрюте», до складу якого приєднався 2006 року. Відіграв за команду з Гетеборга наступні два сезони своєї ігрової кар'єри. 
2007 року уклав контракт з клубом «Мальме», у складі якого провів наступні два роки своєї кар'єри гравця.  Граючи у складі «Мальме» також здебільшого виходив на поле в основному складі команди. У складі «Мальме» був одним з головних бомбардирів команди, маючи середню результативність на рівні 0,33 голу за гру першості. В сезоні 2008 року став провідною фігурою в нападі команди, забивши 14 голів у 27 матчах чемпіонату, чим привернув увагу низки іноземних команд.
До складу клубу ПСВ приєднався на початку 2009 року. Відірав за команду з Ейндговена 139 матчі в національному чемпіонаті, в яких 61 раз відзначався забитими голами.
Протягом 2014–2016 років грав у Франції за «Ренн» та на умовах оренди за англійський «Сандерленд».
4 серпня 2016 року уклав контракт з «Тулузою».

## Виступи за збірні
Протягом 2006–2009 років залучався до складу молодіжної збірної Швеції. На молодіжному рівні зіграв у 28 офіційних матчах, забив 13 голів.
2007 року дебютував в офіційних матчах у складі національної збірної Швеції. Наразі провів у формі головної команди країни 64 матчі, забив 14 голів.

## Титули і досягнення
- Володар Кубка Нідерландів (1):

ПСВ: 2011-12
- Володар Суперкубка Нідерландів (1):

ПСВ: 2012
- Чемпіон Швеції (2):

«Мальме»: 2020, 2021
- Володар Кубка Швеції (1):

«Мальме»: 2021-22
Особисті досягнення
- Гравець місяця Аллсвенскан: жовтень 2020[1]